# Championnat d'Afrique féminin de volley-ball 1987
 (juillet 2023).
La mise en forme du texte ne suit pas les recommandations de Wikipédia : il faut le « wikifier ».
Les points d'amélioration suivants sont les cas les plus fréquents. Le détail des points à revoir est peut-être précisé sur la page de discussion.
- Les titres sont pré-formatés par le logiciel. Ils ne sont ni en capitales, ni en gras.
- Le texte ne doit pas être écrit en capitales (les noms de famille non plus), ni en gras, ni en italique, ni en « petit »…
- Le gras n'est utilisé que pour surligner le titre de l'article dans l'introduction, une seule fois.
- L'italique est rarement utilisé : mots en langue étrangère, titres d'œuvres, noms de bateaux, etc.
- Les citations ne sont pas en italique mais en corps de texte normal. Elles sont entourées par des guillemets français : « et ».
- Les listes à puces sont à éviter, des paragraphes rédigés étant largement préférés. Les tableaux sont à réserver à la présentation de données structurées (résultats, etc.).
- Les appels de note de bas de page (petits chiffres en exposant, introduits par l'outil «  Source ») sont à placer entre la fin de phrase et le point final[comme ça].
- Les liens internes (vers d'autres articles de Wikipédia) sont à choisir avec parcimonie. Créez des liens vers des articles approfondissant le sujet. Les termes génériques sans rapport avec le sujet sont à éviter, ainsi que les répétitions de liens vers un même terme.
- Les liens externes sont à placer uniquement dans une section « Liens externes », à la fin de l'article. Ces liens sont à choisir avec parcimonie suivant les règles définies. Si un lien sert de source à l'article, son insertion dans le texte est à faire par les notes de bas de page.
- La présentation des références doit suivre les conventions bibliographiques. Il est recommandé d'utiliser les modèles {{Ouvrage}}, {{Chapitre}}, {{Article}}, {{Lien web}} et/ou {{Bibliographie}}. Le mode d'édition visuel peut mettre en forme automatiquement les références.
- Insérer une infobox (cadre d'informations à droite) n'est pas obligatoire pour parachever la mise en page.

Pour une aide détaillée, merci de consulter Aide:Wikification.
Si vous pensez que ces points ont été résolus, vous pouvez retirer ce bandeau et améliorer la mise en forme d'un autre article.
Navigation
Édition précédente Édition suivante
Le 3e championnat d'Afrique féminin de volley-ball  s'est déroulé  du 16 au 21 juillet 1987 à Rabat, Maroc. Il a mis aux prises les six  meilleures équipes continentales.

## Équipes présentes
- Maroc (pays hôte)
- Algérie
- Cameroun
- Égypte
- Guinée
- Tunisie

### Tirage au sort
Le tirage au sort du troisième championnat d'Afrique des nations dames de volley-ball, qui auront lieu à Casablanca du 15 au 25 juillet 1987, a été effectué  samedi soir (13 juin 1987) dans cette ville  en présence  de m : Chadly Zouiten (Tunisie) , président de la confédération africaine de volley-ball.
Cette manifestation à laquelle ont participé notamment des dirigeants  de la fédération  royale marocaine de volley-ball , a consisté à répartir les douze nations participantes  en deux poules (a et b) . Le Maroc , pays organisateur , et la Tunisie champion en titre , ont été désignés tête de série  de ces groupes.
- Groupe (A) :
- 1 - Maroc
- 2 - Algérie
- 3 - Nigeria (après forfait  de la cote d'ivoire)
- 4 - Cameroun
- 5 - Rwanda
- 6 - Kenya
- Groupe (B) :
- 1 - Tunisie
- 2 - Égypte
- 3 - Ghana
- 4 - Zambie
- 5 - Guinée
- 6 - Ile Maurice
- Match d'ouverture :
- groupe (a) : (16 juillet 1987) : - Maroc - Kenya
- groupe (b) : (17 juillet) : Tunisie - Ghana
- NB : L'équipe d'Algérie dames de volley-ball participe pour la première fois a cette compétition .
- Source :
- El-Djemhouria du mardi 16 juin 1987 page 10 .
- L'Horizon du mercredi 17 juin 1987 page 7 .

## Compétition
- poule unique , 6 sélections joueront en formule championnat en aller simple .

- Première journée le 17 juillet 1987[1].
  -  Maroc 3-0  Guinée - Match d'ouverture
  -  Tunisie 3-0  Égypte (15-13, 15-8, 15-8)
  -  Algérie 3-2  Cameroun
- Deuxième journée le 18 juillet 1987[2].
  -  Maroc 3-0  Algérie (15-11, 15-10, 15-4)
  -  Tunisie 3-0  Cameroun (15-4, 15-5, 15-2)
  -  Égypte 3-0  Guinée (15-2, 15-2, 15-6)
- Troisième journée le 19 juillet 1987
  -  Tunisie 3-0  Algérie     *** maroc- egypte (3-?) **** cameroun - guinée (3-?)
- Quatrième journée le 20 juillet 1987        
  -  Tunisie 3-0  Guinée (15-2, 15-4, 15-6)
  -  Égypte 3-2  Algérie       *** maroc - cameroun (3- ?)
- Dernière journée, le 21 juillet 1987 à Casablanca devant 8 000 spectateurs[3].
  -  Égypte 3-1  Cameroun (14-16, 15-13, 15-8, 15-11)
  -  Algérie 3-0  Guinée (15-2, 15-1, 15-2)
  -  Maroc 2-3  Tunisie (9-15, 15-13, 15-12, 6-15)

## Classement final
| Place              | Équipe   | Points |
| ------------------ | -------- | ------ |
| Médaille d'or      | Tunisie  | 10     |
| Médaille d'argent  | Maroc    | 8      |
| Médaille de bronze | Égypte   | 6      |
| 4                  | Algérie  | 4      |
| 5                  | Cameroun | 2      |
| 6                  | Guinée   | 0      |

## Championnes d'Afrique
Les championnes d'Afriques sont :
- Azza Fridhi
- Nadia Matoussi
- Aida Lengliz
- Jawa Ben Zaara
- Heger Wenna
- Fatma Ounaies
- Cherifa Soudani
- Insaf Belhssine
- Sonia Ben Zineb
- Hela Chennoufi
- Samia Ben Amara
- Lilia Boughouri